# Фишер, Герман Отто Лауренц
Герман Отто Лауренц Фишер (нем. Hermann Otto Laurenz Fischer; 16 декабря 1888 — 9 марта 1960) — немецкий химик-органик, биохимик и профессор химии. Внёс огромный вклад в современную биохимию, особенно в изучение химии триоз, глицеральдегидов и других сахаров, а также строения и конфигурации шикимовой и хинной кислот.

## Молодые годы и образование
Герман Фишер родился 16 декабря 1888 года в городе Вюрцбург в Баварии. Его отец, Эмиль Фишер, являлся профессором Химического университета и в 1892 году, когда вся семья переехала в Берлин, он стал преемником профессора Августа Вильгельма Гофмана и начал руководить Химическим институтом Берлинского университета. Будучи старшим из трёх сыновей Эмиля и Агнес Фишер, Герман Отто уже с ранних лет был знаком с научно-исследовательскими работами по химии и представлен кругу академиков.
Спустя 3 года умерла мать Фишера. В этот период Фишер ходил в гимназию в Берлине, о которой отзывался следующим образом: «Латынь, греческий, история и немецкий преподавали очень хорошо, математики совсем немного и науки очень мало». В своих ранних воспоминаниях он сохранил двухнедельный визит сэра Вильяма Рамсея, который рассказывал об открытии инертных газов — аргона, гелия, криптона и неона. Это повлияло на выбор его дальнейшей профессии.
Отец отправил его учиться на год в Кембриджский университет в Лондоне. Затем Герман Фишер вернулся в Германию, где провёл год на военной службе в небольшом городе Линебурге. После завершения службы Фишер вновь приступил к изучению химии сначала в Берлине, затем в Йене, где начал свою докторскую работу под руководством выдающегося профессора Людвига Кнорра в Йенском Университете.
После защиты диссертации на тему «Изучение ацетилацетонов» и получения докторской степени в 1912 году, Герман Фишер решил вернуться в Химический институт Берлинского университета для продолжения своих исследований вместе с отцом.
После наступления войны Фишер был призван на военную службу и отправлен в отряд химического оружия. Его оба брата, ранее изучавшие медицину, погибли во время выполнения военного задания.
В 1919 году его отец умирает.
В 1922 году женился на Рут Секелс. Их брак привёл к появлению дочери и 2 сыновей. В это время Фишер был назначен ассистентом профессора в Институте, находящемся под руководством профессора Германа Шленка, что позволило ему читать лекции для студентов.

## Научная деятельность в Германии
Герман Фишер начал заниматься синтезом природных депсидов. Для защиты фенольных групп гидроксиароматических кислот (во время их превращения в хлорангидриды) он применил карбометокси (метоксикарбонил) группу, которая ранее успешно использовалась Эмилем Фишерем в полипептидном синтезе. Полученные хлорангидриды были использованы для этерификации других гидроксиароматических соединений, что приводило к дидепсидам. Также Герман Фишер смог получить орто- и пара-диорселлиновые кислоты. Эти исследования привели к написанию четырёх статей, опубликованных в 1913—1914 гг. в журнале «Berichte», и носящих имена Эмиля Фишера и Германа Отто Лауренца Фишера.
В 1932 году вместе с главным ассистентом, доктором Гердой Дангшат, они установили правильную структуру и конфигурацию хинной кислоты. Этот результат, в свою очередь, привёл к правильной структуре хлорогеновой кислоты — сложного эфира хинной кислоты и кофейной кислоты, которая в природе встречается в кофейных зёрнах.
Выдающимся достижением Германа Фишера и Эриха Бэра в Берлине стало успешное получение D,L-глицеральдегид-3-фосфатов. В дальнейшем в лаборатории Отто Варбург, Густав Эмбден и Отто Майерхоф установили, что D-энантиомер этого эфира является важным трёхуглеродным интермедиатом в гликолизе и при спиртовом брожении.

## Научная деятельность в Швейцарии
В 1932 году опасная политическая обстановка в центральной Европе, а также приглашение стать сотрудником Университета в Базеле привели к переезду семьи Фишера в Швейцарию.
Герман Фишер вместе с Эрихом Бэром развили способ получения энантиомеров ацетонатов глицеральдегидов, что привело затем к их известной работе по асимметричным глицеридам. Им удалось синтезировать асимметричные ацетонаты глицеральдегидов из маннитолов. Исследователи смогли показать, что альдольная реакция незамещённого D-глицеральдегида с его кето-изомером, дигидроксиацетоном, проходит с высоким выходом D-фруктозы и D-сорбозы, и с практически полным исключением других изомеров — D-псикозы и D-тагатозы.
Совместно с Гердой Дангшат были изучены структура и конфигурация шикимовой кислоты. Было проведено ступенчатое разрушение шикимовой кислоты до транс-аконитовой и трикарбаллиловой кислот. Благодаря этому впервые структура была охарактеризована как 3,4,5-тригидроксициклогексен-1-карбоновая кислота. Конфигурационные соотношения трёх гидроксильных групп стали известны после рассмотрения химических и оптических свойств δ-лактона дигидрошикимовой кислоты. Также исходная шикимовая кислота была преобразована в 2-дезокси-D-арабино-гексоновую кислоту. Работы Фишера и Дангшат спустя 15 лет помогли обнаружить и установить метаболическую роль шикимовой кислоты, причём в решающих экспериментах использовался образец шикимовой кислоты, изолированный Фишером и Дангшат.

## Научная деятельность в Канаде
В 1937 году в связи с обострённой политической ситуацией в Европе Фишер решил принять приглашение от Университета в Торонто в Канаде. Доктор Эрих Бэр и молодой шведский химик, доктор Джон Гросхайнц, последовали за Фишером в Канаду. Позже к ним присоединился другой молодой канадский химик, Джон Совден.
Работа Фишера и Бэра по изучению асимметричных глицеральдегидов была продолжена изучением глицеридов. Они достигли успеха в приготовлении асимметричных α,β-глицеридов бензилированием ацетонатов глицеридов, с последующими гидролизом ацетонатной группы, ацилированием и гидрогенолизом защитной бензильной группы. Также асимметричные ацетонаты глицеридов посредством фосфорилирования с последующим гидролизом ацетонатной группы были преобразованы в две α-глицерофосфорные кислоты (глицерол-1-фосфаты).
Другие достижения Фишера и Бэра в Торонто включали изучение симметричных эфиров глицерина, развитие методов синтеза димерного глицеро-1,3-дифосфата, глиоксальсемиацетата, L(+)-пропиленгликоля, β-фосфатидной кислоты и фосфоенолпировиноградной кислоты. Также при совместной работе с доктором Джон Гросхайнц они установили условия проведения реакции расщепления гликоля в присутствии тетраацетата свинца в частично водных условиях.
При сотрудничестве с доктором Совден Фишер подобрал довольно простые условия для реакции сахаров с нитрометаном. Например, L-арабиноза преобразуется в L-глюкозу и L-маннозу через эпимерный нитроспирт. Таким образом наряду с циангидринным методом Н. Килиани и Эмиля Фишера стал доступен новый и основной метод увеличения углеродной цепи сахаров.

## Научная деятельность в США
В 1948 году Фишер с радостью принимает предложение стать профессором Биохимии на только что открывшемся факультете Биохимии в Колледже Литературы и Науки. В дополнение к лекциям и управлению своими научными проектами он также занимал важную административную должность председателя Биохимического факультета начиная с 1953 года вплоть до выхода на пенсию в 1956 году.
Совместно с доктором Дональдом Л. МакДональдом он добился успехов в работах по созданию нового эффективного метода укорочения углеродной цепи сахаров, который основан на получении производных — диэтилдитиоацеталей (меркапталей) сахаров, из которых при окислении получают соответствующие дисульфоны. После обработки этих производных слабой щёлочью с большим выходом получались более короткий сахар и бис(этилсульфонил)метан. Позже Фишер, МакДональд и Баллоу получили биохимически важный фосфорилированный сахар D-эритрозо-4-фосфат.
В 1956 году Фишер вышел на пенсию, но сохранил активные и продуктивные научные исследования на факультете Биохимии до конца своей жизни, вплоть до начала 1960 года. Во время этого периода он стал интересоваться применением реакции альдегид-нитрометан, и частично её применением для синтеза аминодезоксисахаров и аминодезоксиинозитолов. В сотрудничестве с доктором Х. Н. Байером, применив эту реакцию, он успешно синтезировал 3-амино-3-дезоксисахар, а позже, с доктором A. C. Ричардсоном, — смесь амино-ангидродезокси сахаров.

## Награды и почётные звания
За свои работы Герман Фишер получил немало наград и премий, а также был избран членом Нью-Йоркской Академии Наук, Химического Института (Канада), и участником Общества Биохимии, Американского Химического Общества, Химического Общества в Лондоне, Швейцарского Химического Общества и Американской Ассоциации по продвижению науки.
Среди его наград:
- Премия за научные достижения в химии углеводов (1949)
- Памятная медаль Адольфа фон Байера[нем.] в Германии (1955)
- Хадсоновская премия по химии углеводов от Американского химического общества (1958)
- Юбилейное издание Архива Биохимии и Биофизики (1958) за огромный вклад в развитие биохимии

В 1959 году ему была присуждена учёная степень почётного доктора химических наук в Университете имени Юстуса Либиха в Гиссене (Германия).

## Основные труды
- Neue Derivate der Chinasäure. Ber., 54:775—84, 1921
- With Carl Taube. Über Glyoxal. Ber., 59:851—56, 1926
- With Gerda Dangschat. Zur Konfiguration der Shikimisäure. VII. Mitteilung über Chinasäure und Derivate. Helv. Chim. Acta, 18:1206—13, 1935
- With Erich Baer. Studies on acetone-glyceraldehyde. VI. Synthesis of the biological l(−)-a-glycerophosphoric acid. J. Biol. Chem., 128:491—500, 1939
- With Erich Baer. On the configuration of naturally occurring glycerol ethers. Swiss Medical Journal, 71:321—22, 1941
- With Erich Baer. Studies on acetone-glyceraldehyde, and optically active glycerides. IX. Configuration of the natural batyl chimyl, and selachyl alcohols. J. Biol. Chem., 140:397—410, 1941
- With Erich Baer. A synthesis of d, l-glyceraldehyde 3-phosphate. J. Biol. Chem., 150:223—29, 1943
- Chemical and biological relationships between hexoses and inositols. Harvey Lectures, 1944—45, 40:156—78, 1944
- With J. M. Grosheintz. Synthesis of 6-nitro-6-desoxy-D-glucose and 6-nitro-6-desoxy-L-idose. J. Am. Chem. Soc, 70:1476—79, 1948
- With Erich Baer. A new synthesis of phosphoryl-enolpyruvic acid. J. Biol. Chem., 180:145—54, 1949
- With Gerda Dangschat. Configurational relationship between naturally occurring cyclic plant acids and glucose. Transformation of quinic acid into shikimic acid. Biochim. Biophys. Acta, 4:199—204, 1950
- Chemische Synthesen von Zwischenprodukten des Zuckerstoffwechsels. Angewandte Chemie, 69:413—19, 1957
- Frontiers of research on sugar. Federation Proceedings, 18:97—103, 1959
- Fifty years in the service of biochemistry. Ann. Rev. Biochem., 29:1—14, 1960